# 呉章銀
吳 章銀（オ・ジャンウン、1985年7月24日-）は、韓国出身の元サッカー選手。現役時代のポジションは主に守備的ミッドフィールダー。日本でのニックネームは「チャン」。

## 来歴
小学校4年生の時にサッカーを始める。韓国の中学校全国大会で優勝した後 ベルギーへ渡り半年間プレー。
2001年に訪日しFC東京U-18に入団。同期には梶山陽平、李忠成、鎌田次郎、斎藤雅也。当初は日本語が不自由だったため李が通訳を務めていた。日本の高校に通いつつ、2002年に能力を買われてトップチームに選手登録されると、同年4月のJ1第6節G大阪戦（万博）にて16歳8ヶ月20日でデビュー。後に森本貴幸が更新（15歳10ヶ月6日）するまでの約2年間、J1リーグ最年少出場記録を保持していた。
2004年より梶山、李と共にプロ契約を結び、主に右サイドバックで試合経験を重ねた。同年オフ、クラブ首脳陣は吳が翌年からA契約選手として外国籍選手出場枠の制限 を受けるため、出場が難しくなると判断。当初はJ2クラブへの期限付き移籍が図られたが、吳はU-20韓国代表として2005年のワールドユース出場を目指す上では、日本の2部リーグよりもKリーグ（韓国1部リーグ）に移籍した方が代表スタッフの目に留まり合流も容易になるので有利と考えたため、クラブとしてもこの希望を汲み、帰国することになった。この際、将来再び日本でプレーしたいとコメントを残している。
2005年からはKリーグ・大邱FCに移籍し、ボランチとしてプレー。ボランチでの自身のプレーについては「攻守のバランスをとり、見えないところでチームを助ける役割を担っている」と語る。球際の強さと高いパスセンスを発揮し、2006年のKリーグ第19節全北現代戦ではハットトリック達成。また、韓国A代表として試合出場も果たした。
2007年は、FA権取得者の中で最大の目玉選手と目され、済州などが獲得を目指していたが、中盤での豊富な運動量を評価していた蔚山現代FCへ移籍。同年7月に行われたAFCアジアカップに於いても韓国代表に選ばれ、日本代表との対戦となった3位決定戦で守備的MFとして先発出場、日本の攻撃陣（主に高原直泰・山岸智のマークについた）を封じ韓国の3位入賞に貢献した。2008年北京オリンピックを目指す韓国オリンピック代表チームの中核として常時招集され、本大会にも出場した。2010年には東アジア選手権決勝大会に廉基勳の負傷を受けて追加招集され 全3試合に出場した。
2011年より水原三星ブルーウィングスに所属。当初は趙源熙とのトレードとされており、これが不調に終わったものの、尹星孝 (en) 監督の強い要望により移籍が実現した。水原ではボランチに加え、左右のSBや攻撃的MF、シャドーストライカーとしてもプレー。マルチプレーヤーとしてチームを支え、水原の「隠れた英雄」とも評された。2013年より水原の監督を務めた徐正源からの評価も高く、A代表に推薦する選手として名前を挙げられた。この年はチームの副将だったが、負傷中の主将金斗炫に代わって ゲームキャプテンを務めることが多く、持ち前の豊富な運動量を活かし 攻守でチームを支えた。2014年も続けて副将を担い、兵役中の呉範錫に代わる右SBを任されるも、甲状腺機能亢進症罹患と 膝の負傷による欠場が続いた。稼働率低下と高給によって2015年限りで契約を打ち切られたが、2016年2月に再契約を結んだ。同年4月の仁川戦で948日ぶりに公式戦得点を記録。結果として、これが現役時代で公式戦最後のゴールとなった。
2017年、2部となるKリーグチャレンジ所属の城南FCへ完全移籍。2018年には同リーグが改称したKリーグ2の大田シチズンに所属した。
2019年はドイツで指導者研修を受けるかたわらで新たなチームを探していたが、最終的に現役続行を断念し、34歳の誕生日となる7月24日に引退を表明した。一連の経緯は翌25日に韓国のニュースサイト「news1」でインタビュー記事が掲載された。
2020年には初の正式な指導者契約を古巣のFC東京と結び、小学生向けのサッカースクールコーチとして活動した。2020年12月29日、朴建夏監督が率いる水原三星とセカンドチームのコーチとして契約を結び、2022年からはトップチームのコーチとなった。

## エピソード
- 2012年12月に結婚[32]。
- シーズンオフには、サッカーを中心とした慈善イベント「추캥[注 3]」のリーダーを務める[33]。数名で始まった活動だったが、吳らの尽力でKリーグオールスター級の面々が集う一大イベントとなった[34]。韓国メディアからは、複数のポジションをこなすプレーぶりもあって「八方美人（日本とは異なり、韓国では「多方面に力を発揮する人」という肯定的意味で用いられる。）」とも形容されている[29][34][32]。
- 2016年に選んだ背番号66には、9番の時に背負った困難を覆し、幸運が重なるようにという願いが込められている[25]。

## 所属クラブ
ユース経歴
- 西帰浦小学校
- 朝天（ジョチョン）中學校
- 2001年 - 2003年  FC東京U-18
  - 2002年 - 2003年  FC東京 (2種登録選手)

プロ経歴
- 2004年  FC東京
- 2005年 - 2006年  大邱FC
- 2007年 - 2010年  蔚山現代FC
- 2011年 - 2016年  水原三星ブルーウィングス
- 2017年  城南FC
- 2018年  大田シチズン

## 個人成績
| 国内大会個人成績 | 国内大会個人成績 | 国内大会個人成績 | 国内大会個人成績 | 国内大会個人成績                     | 国内大会個人成績 | 国内大会個人成績 | 国内大会個人成績 | 国内大会個人成績 | 国内大会個人成績 | 国内大会個人成績 | 国内大会個人成績 |
| 年度             | クラブ           | 背番号           | リーグ           | リーグ戦                             | リーグ戦         | リーグ杯         | リーグ杯         | オープン杯       | オープン杯       | 期間通算         | 期間通算         |
| 年度             | クラブ           | 背番号           | リーグ           | 出場                                 | 得点             | 出場             | 得点             | 出場             | 得点             | 出場             | 得点             |
| 日本             | 日本             | 日本             | 日本             | リーグ戦                             | リーグ戦         | リーグ杯         | リーグ杯         | 天皇杯           | 天皇杯           | 期間通算         | 期間通算         |
| ---------------- | ---------------- | ---------------- | ---------------- | ------------------------------------ | ---------------- | ---------------- | ---------------- | ---------------- | ---------------- | ---------------- | ---------------- |
| 2002             | FC東京           | 33               | J1               | 2                                    | 0                | 1                | 0                | 0                | 0                | 3                | 0                |
| 2003             | FC東京           | 33               | J1               | 4                                    | 0                | 3                | 0                | 1                | 0                | 8                | 0                |
| 2004             | FC東京           | 4                | J1               | 7                                    | 0                | 4                | 0                | 0                | 0                | 11               | 0                |
| 韓国             | 韓国             | 韓国             | 韓国             | リーグ戦                             | リーグ戦         | リーグ杯         | リーグ杯         | FA杯             | FA杯             | 期間通算         | 期間通算         |
| 2005 (en)        | 大邱             | 30               | Kリーグ          | 16                                   | 3                | 7                | 0                | 1                | 1                | 24               | 4                |
| 2006 (en)        | 大邱             | 30               | Kリーグ          | 24                                   | 6                | 8                | 0                | 2                | 0                | 34               | 6                |
| 2007 (en)        | 蔚山             | 16               | Kリーグ          | 17                                   | 0                | 7                | 0                | 3                | 1                | 27               | 1                |
| 2008 (en)        | 蔚山             | 16               | Kリーグ          | 24                                   | 2                | 9                | 0                | 3                | 1                | 36               | 3                |
| 2009 (en)        | 蔚山             | 16               | Kリーグ          | 24                                   | 4                | 4                | 0                | 0                | 0                | 28               | 4                |
| 2010 (en)        | 蔚山             | 16               | Kリーグ          | 28                                   | 1                | 5                | 1                | 2                | 1                | 34               | 3                |
| 2011 (en)        | 水原             | 9                | Kリーグ          | 30                                   | 4                | 0                | 0                | 4                | 1                | 33               | 5                |
| 2012 (en)        | 水原             | 9                | Kリーグ          | 26                                   | 1                | -                | -                | 2                | 0                | 28               | 1                |
| 2013 (en)        | 水原             | 9                | Kクラシック      | 34                                   | 1                | -                | -                | 2                | 0                | 36               | 1                |
| 2014 (en)        | 水原             | 9                | Kクラシック      | 12                                   | 0                | -                | -                | 1                | 0                | 13               | 0                |
| 2015 (en)        | 水原             | 9                | Kクラシック      | 0                                    | 0                | -                | -                | 0                | 0                | 0                | 0                |
| 2016 (en)        | 水原             | 66               | Kクラシック      | 7                                    | 1                | -                | -                | 0                | 0                | 7                | 1                |
| 2017 (en)        | 城南             | 49               | Kチャレンジ      |                                      |                  | -                | -                |                  |                  |                  |                  |
| 通算             | 日本             | 日本             | J1               | 13                                   | 0                | 8                | 0                | 1                | 0                | 22               | 0                |
| 通算             | 韓国             | 韓国             | Kクラシック      | 242                                  | 23               | 40               | 1                | 20               | 5                | 302              | 29               |
| 通算             | 韓国             | 韓国             | Kチャレンジ      | \|\|\|\|colspan=2\|-\|\|\|\|\|\|\|\| |                  |                  |                  |                  |                  |                  |                  |
| 総通算           | 総通算           | 総通算           | 総通算           | 248                                  | 22               | 48               | 1                | 21               | 5                | 317              | 28               |

- 2002年・2003年はFC東京U-18所属

| 国際大会個人成績 | 国際大会個人成績 | 国際大会個人成績 | 国際大会個人成績 | 国際大会個人成績 |
| 年度             | クラブ           | 背番号           | 出場             | 得点             |
| AFC              | AFC              | AFC              | ACL              | ACL              |
| ---------------- | ---------------- | ---------------- | ---------------- | ---------------- |
| 2009             | 蔚山             | 16               | 5                | 2                |
| 2011             | 水原             | 9                | 9                | 2                |
| 2013             | 水原             | 9                | 4                | 0                |
| 2015             | 水原             | 9                | 1                | 0                |
| 2016             | 水原             | 66               | 0                | 0                |
| 通算             | AFC              | AFC              | 19               | 4                |

## 代表歴
- U-15韓国代表
- U-19韓国代表
  - 2004年 - AFCユース選手権・マレーシア大会 (優勝)
- U-20韓国代表
  - 2002年 候補
  - 2004年
  - 2005年 - FIFAワールドユース選手権・オランダ大会 (グループリーグ敗退)
- U-21韓国代表
  - 2006年
- U-22韓国代表
  - 2007年 - 2008年北京オリンピックのサッカー競技・アジア予選
- U-23韓国代表
  - 2006年 - アジア競技大会・ドーハ大会 (4位)
  - 2008年 - 北京オリンピック (グループリーグ敗退)
- 韓国代表
  - 2007年 - AFCアジアカップ2007 (3位)
  - 2008年 - 東アジアサッカー選手権2008 (優勝)、2010 FIFAワールドカップ・アジア予選
  - 2010年 - 東アジアサッカー選手権2010 (準優勝)

### 試合数
- 国際Aマッチ 14試合（2006年-2010年）[35]

| 韓国代表 | 国際Aマッチ | 国際Aマッチ |
| 年       | 出場        | 得点        |
| -------- | ----------- | ----------- |
| 2006     | 1           | 0           |
| 2007     | 6           | 0           |
| 2008     | 3           | 0           |
| 2009     | 1           | 0           |
| 2010     | 3           | 0           |
| 通算     | 14          | 0           |

## タイトル
- Jリーグカップ (2004年)
- Kリーグカップ (2007年)
- 韓国FAカップ (2016年)
- AFC U-19選手権 (2004年)
- 東アジアカップ (2008年)